# Vought SB2U Vindicator
Le Vought SB2U Vindicator est un bombardier en piqué embarqué sur porte-avions de la Seconde Guerre mondiale.
Développé pour l'United States Navy dans les années 1930, il fut le premier monoplan ayant ce rôle.
Déjà obsolescent au début de la guerre du pacifique, le Vindicator reste en service jusqu'à la bataille de Midway à laquelle il participe avec le VMSB-241 du corps des Marines (USMC), mais est ensuite relégué à des tâches secondaires.
En 1943, tous les exemplaires étaient affectés en unités d'entrainement.
Il est surtout connu pour avoir été le prédécesseur du Douglas SBD Dauntless. 260 exemplaires furent produits, et un seul est préservé au National Museum of Naval Aviation à Pensacola.

## Service

### États-Unis (1937-1959)

#### US Navy
Les livraisons à l'US Navy commencèrent en décembre 1937, lorsque quatre avions rejoignirent le VFA-14 à bord du porte-avions Saratoga, remplaçant le biplan Curtiss BFC-2. En plus du  Saratoga , les Vindicators ont servi sur les porte-avions Lexington, Ranger et Wasp. L'Air Group Nine, à destination de l'Essex, fut formé aux Vindicators à bord du porte-avions d'escorte Charger, mais ils sont passés au Douglas SBD Dauntless avant que l'Essex ne rejoigne la guerre.

#### USMC
Le Vindicator a servi sur quatre porte-avions (USS Lexington (CV-2), USS Saratoga (CV-3), USS  Ranger (CV-4), et USS Wasp (CV-7)) entre décembre 1937 et septembre 1942.
Au cours de l'attaque de Pearl Harbor, sept Vindicators de l'escadron américain VMSB-231 ont été détruits à Ewa, Oahu.
Les VMSB-131 et VMSB-241 ont été les deux seuls escadrons de l'USMC Aviation dotés de SB2U-3 entre mars 1941 et septembre 1943. Ce sont les Vindicator du VMSB-241 qui virent le combat à la bataille de Midway du 4 au 6 juin 1942. Il a perdu 23 de ses 30 avions, 22 membres d'équipage sont morts au combat et 14 blessés. À 6 h 5 le 4 juin, l'escadron a reçu l'ordre de lancer tous ses avions pour attaquer un groupe aéronaval de la marine impériale japonaise qui avait été repéré à 180 milles de l'atoll. Le VMSB-241 s'était divisé en deux unités de frappe, la première composée de 16 SBD-2 dirigés par le major Lofton Henderson, et la seconde de 11 SB2U-3 commandés par le major Benjamin W. Norris. Le groupe de Henderson est monté à 9 000 pieds pour localiser les porte-avions ennemis, qui subissaient alors une attaque des Grumman TBF Avenger de la marine américaine (lancés depuis Midway mais affectés à l'USS Hornet) et des B-26. Les aviateurs de ce groupe ont aperçu les navires japonais à 7 h 44, mais alors que les SBD descendaient en spirale, ils ont été attaqués par des A6M Zeros en couvertue, qui ont été bientôt renforcés par des chasseurs décollant des porte-avions ci-dessous. Henderson et plusieurs autres ont été abattus (seuls huit de ces avions sont revenus à Midway) et la frappe n'a marqué aucun coup, bien que certains aient été revendiqués. À 17h00, un porte-avions ennemi en feu a été signalé à 200 miles au nord-ouest de Midway, et le major Norris a préparé les six SBD-2 et cinq SB2U-3 opérationnels du VMSB-241 pour une attaque nocturne. Les avions ont décollé à 19 h 0, mais n'ont pas pu trouver le porte-avions. Le major Norris n'est pas revenu de cette mission, bien que les autres pilotes aient réussi à rentrer chez eux à la lueur des feux d'huile et des projecteurs antiaériens qui ont été allumés comme balises. 
Alors qu'il pilotait un Vought SB2U Vindicator du VMSB-241, le capitaine Richard E. Fleming du corps des Marines, reçu la médaille d'honneur à titre posthume à la suite de son attaque le 5 juin 1942 du croiseur lourd Mikuma.

### France
La Marine nationale en commande 20 exemplaires en février 1939, sous la dénomination V-156-F, pour équiper le porte-avions Béarn. Une deuxième commande de 20 exemplaires suivra en mai 1939, puis une troisième de 50 exemplaires en mars 1940, bien que le Béarn ait été déclaré inapte au combat en haute mer et retiré des rôles. L’aviation navale française reçoit les 40 premiers exemplaires mais les suivants sont livrés à la Fleet Air Arm britannique, après modification, sous le nom de Chesapeake en raison de l'armistice entre la France  et l'Allemagne de juin 1940.
Lors de la mission effectuées le 20 mai 1940, l'escadrille AB1 de l'Aéronavale devait perdre 11 V-156F. En effet, trois Loire-Nieuport LN 401 furent envoyés détruire le pont d'Origny-Sainte-Benoite conjointement avec 11 Vought 156F qui, plus rapides, distancèrent les LN 401 et furent interceptés par la chasse allemande avant d'atteindre l'objectif : les LN 401 passèrent inaperçus et bombardèrent le pont au prix d'un avion abattu et d'un autre endommagé.

## Galerie

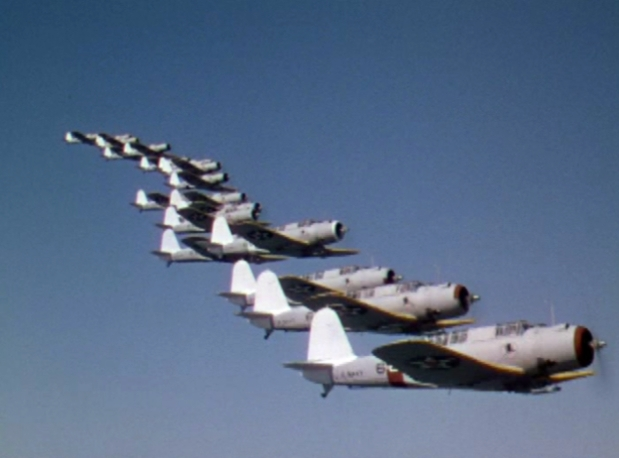
Vought SB2U Vindicator en 1941.
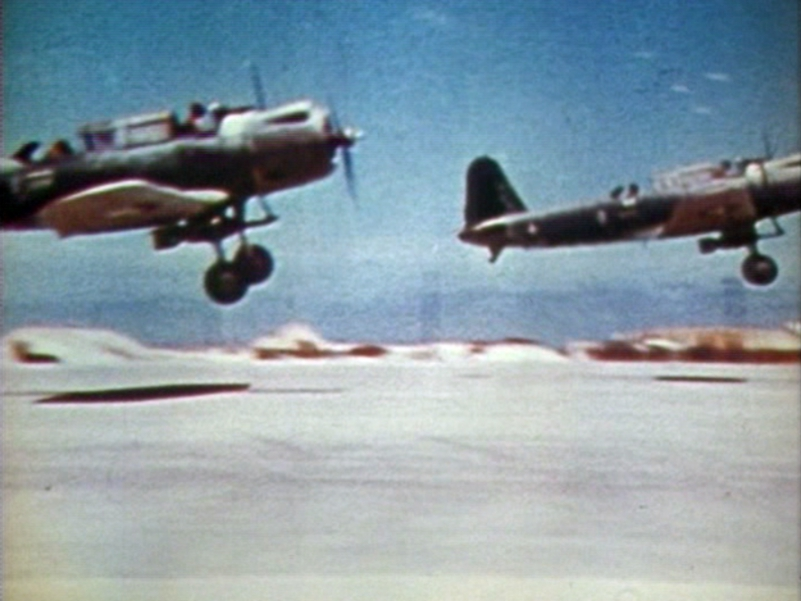
Deux Vindicator décollant de l'archipel de Midway en juin 1942 pour affronter la marine impériale japonaise.
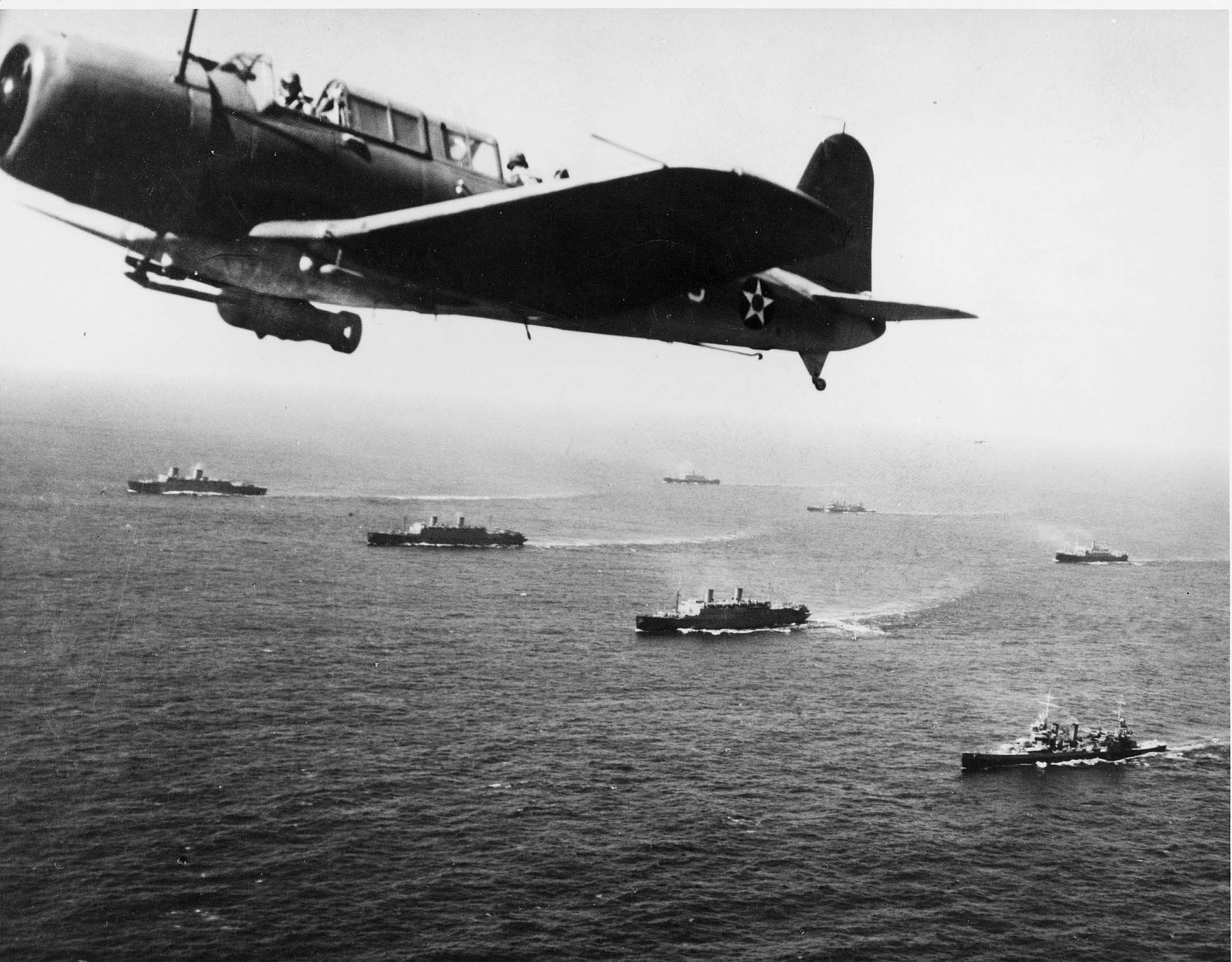
Un SB2U de l'USS Ranger en novembre 1941 en Atlantique.
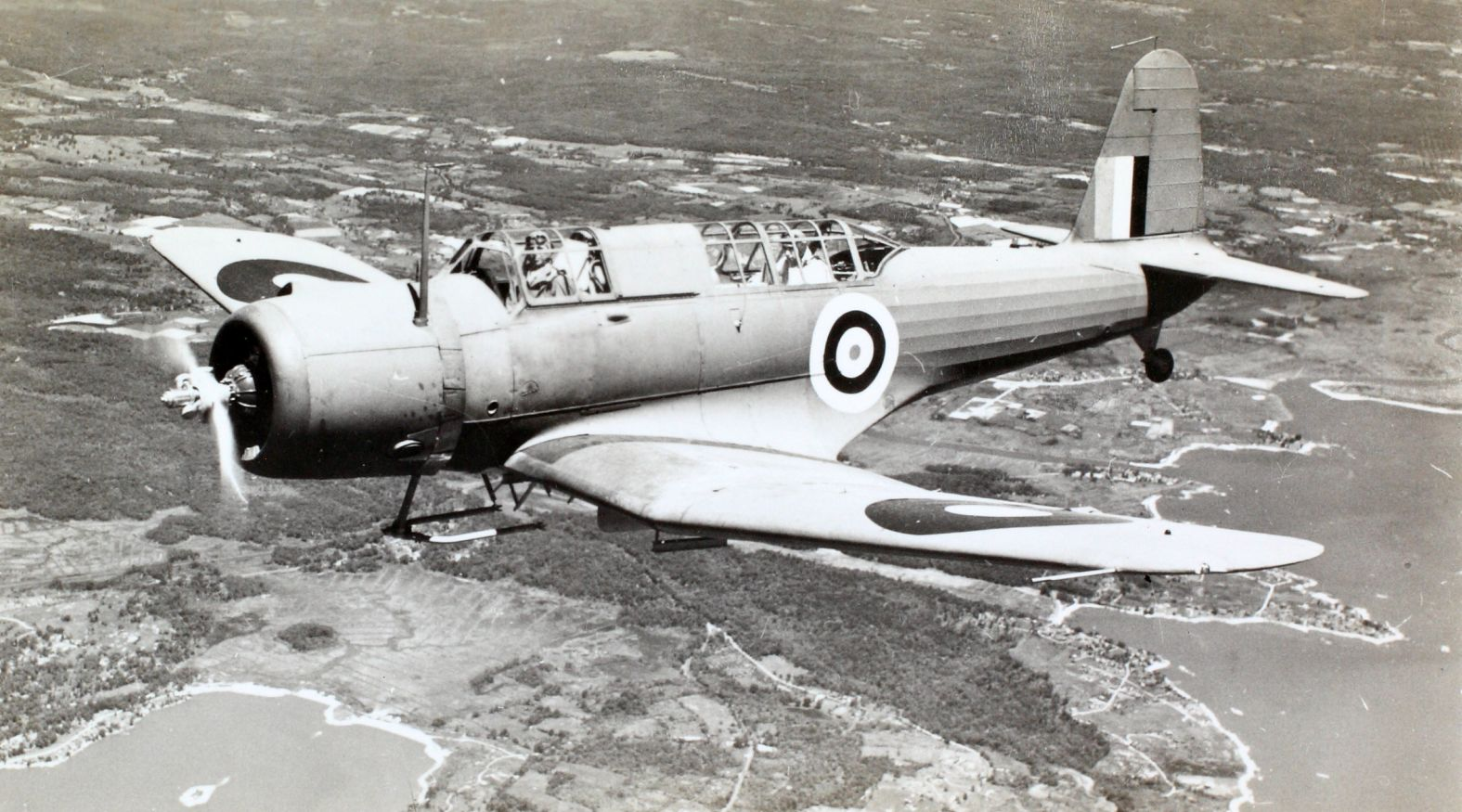
Un Chesapeake I de la FAA de la Royal Navy
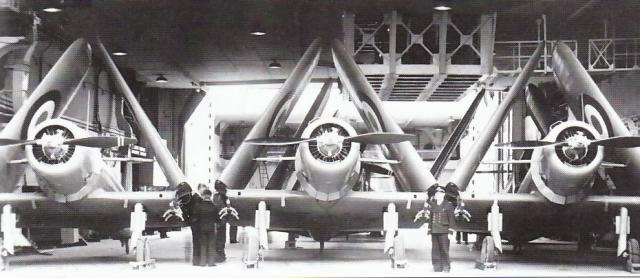
3 Vought V-156F français dans le hangar du porte-avions Béarn